# 764 Gedania
764 Gedania
764 Gedania là một tiểu hành tinh ở vành đai chính. Nó được Franz Kaiser phát hiện ngày 26.9.1913 ở Heidelberg, và được đặt theo tên thành phố Gdańsk, (Ba Lan), nơi có đài thiên văn mà Franz Kaiser làm phụ tá từ năm 1921–1925.